# 斯特凡·彼得松
斯特凡·彼得松（瑞典語：Stefan Pettersson，1963年3月22日—），瑞典男子足球运动员，场上位置是前锋。他曾代表瑞典国家队参加1990年国际足联世界杯，结果队伍止步小组赛阶段。